# Institut national d'étude du travail et d'orientation professionnelle

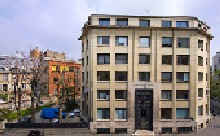
Les locaux de l'Inetop rue Gay-Lussac, à Paris, dans le 5e arrondissement

L'Institut national d'étude du travail et d'orientation professionnelle (INETOP) est, depuis 1941, un institut du Conservatoire national des arts et métiers (CNAM), à Paris en France, premier établissement de formation professionnelle supérieure.
C'est un centre de formation et de recherche spécialisé dans l'orientation tout au long de la vie.

## Histoire
Créé en 1928 par Henri Piéron, l'Institut national d'orientation professionnelle est devenu l'Inetop en 1939. En 2024, son directeur est Jean-Luc Bernaud et sa directrice adjointe Katia Terriot.

## Formations et recherche
Outre la formation initiale des psychologues du ministère de l’Éducation nationale (le CAFPSYEN), l'Inetop propose deux masters et des stages de formation inter-entreprises ou intra-entreprise : 
- Certificat d’aptitude aux fonctions de psychologue de l’éducation nationale (CAFPSYEN). Les stagiaires sont recrutés par concours de la Fonction Publique avec le titre de psychologue et préparent le diplôme en un an en tant que Psychologues de l'Education nationale stagiaires.
- Master Sciences humaines et sociales, mention Psychologie de l'orientation et du travail : il se décline en deux niveaux et deux branches, le Master professionnel Psychologie de l'orientation et du conseil, le Master recherche Psychologie du travail et des transitions pour le niveau 2. Le Master niveau 1 est commun aux deux.

L'offre de formation continue est destinée à tous les professionnels et praticiens de l'orientation des jeunes et des adultes. Elle leur permet d'actualiser leurs compétences en matière de conseil et d'accompagnement à l'orientation et à l'insertion professionnelle. La recherche s'exerce au sein du Centre de recherche sur le travail et le développement - CRTD.
L'Inetop dispose d'un centre de ressources (Testothèque) qui rassemble des instruments psychométriques, des méthodes éducatives et des logiciels... d'une bibliothèque (400 périodiques et 30 000 ouvrages), spécialisée en orientation, psychologie, éducation et formation professionnelle et publie une revue l'OSP - Orientation scolaire et professionnelle.
Inauguré en mars 2010, l'Observatoire des Politiques et des Pratiques pour l'Innovation en orientation (l'OPPIO) est un outil au service des professionnels de l'orientation, il propose : une veille sur l'actualité de l'orientation, des études et analyses sur les pratiques, l'expérimentation de nouveaux outils et méthodes avec l’aide des praticiens, des publications et l'organisation d'événements etc.